# Pavel Malura
Pavel Malura (* 24. Dezember 1970 in Ostrava) ist ein ehemaliger tschechischer Fußballspieler und derzeitiger Fußballtrainer.

## Spielerkarriere
Malura begann mit dem Fußballspielen im Alter von zehn Jahren bei TJ Vítkovice Svinov. Schon mit 19 Jahren beendete er seine Laufbahn und widmete sich dem Trainerberuf.

## Trainerkarriere
Pavel Malura machte sich einen Namen als Trainer der Junioren von Baník Ostrava, wo er Spieler wie Václav Svěrkoš, Michal Papadopulos oder Milan Baroš an die erste Mannschaft führte. Dies fiel auch dem tschechischen Verband auf, Malura übernahm 2001 die U16-Auswahl des Landes. In der Saison 2003/04 trainierte er die aus zahlreichen jungen Spielern bestehende B-Mannschaft von Baník Ostrava in der dritten tschechischen Liga MSFL.
Im Sommer 2004 bekam Malura ein Angebot des polnischen Erstligisten Pogoń Stettin, wurde aber schon nach zwei Auftaktniederlagen entlassen, einem 1:2 gegen Legia Warschau und einem 0:4 bei Górnik Zabrze. Malura übernahm im Sommer 2005 den Zweitligisten Viktoria Žižkov mit dem Ziel, diesen in die Gambrinus Liga zu führen. Im April 2006, die Mannschaft stand auf einem enttäuschenden achten Platz, wurde er von seinen Aufgaben entbunden.
In der Folgesaison war er zunächst Assistent von Jiří Plíšek beim 1. FC Slovácko. Als dieser im November 2006 zurücktrat, übernahm Malura das Amt des Cheftrainers, konnte den Abstieg der Mannschaft aber nicht mehr verhindern. Er blieb im Klub mit der Vorgabe, diesen sofort wieder in die 1. Liga zurückzubringen. Obwohl er nach der Vorrunde 2007/08 mit seiner Mannschaft auf dem ersten Tabellenplatz stand, wurde er entlassen.
In der Rückrunde der Zweitligasaison 2007/08 trainierte Malura den FC Hradec Králové, den Aufstieg in die Gambrinus Liga verpasste die Mannschaft nur knapp. Zur Saison 2008/09 übernahm Malura das Traineramt beim slowakischen Erstligisten FC Nitra, wurde allerdings Ende September schon wieder entlassen.